# 松岡修造の情熱チャージ 熱血!ホンキ応援団
『松岡修造の情熱チャージ 熱血!ホンキ応援団』（まつおかしゅうぞう - じょうねつ - ねっけつ - おうえんだん） は、2009年11月7日から2010年8月21日までテレビ朝日で放送されていたバラエティ番組で、松岡修造の冠番組である。放送時間は毎週土曜日19:00 - 19:54（JST）。

## 概要
日本中の本気でがんばっている子供たちを応援し、プロフェッショナルたちがサポートをしていく。
2010年2月までは、レギュラー出演の応援人が子供たちをサポートしていたが、3月以降はスペシャル応援人のサポートに変わった。しかし視聴率は5%前後で、サタスペの8%前後よりも苦戦していた。その上、フィギュアスケートグランプリシリーズなどのスポーツ中継や、直後の『天才をつくる!ガリレオ脳研』の特番等により、改編期以外でも放送休止となる事が多かったり、番組後期には「ホンキですごいFILE」と題した衝撃映像コーナーを放送するなどのテコ入れが行われ、本来の番組趣旨とは変わってしまった。
結局視聴率は改善されず、2010年8月21日をもって終了した。ちなみに最終回の視聴率は3.9%で、番組としては過去最低を記録してしまった（関東地区、ビデオリサーチ調べ）。

## 出演者

### MC
- 松岡修造
- ウエンツ瑛士
- 大下容子（テレビ朝日アナウンサー）

### 応援人
週替わりで子供たちをサポートしていた（ - 2010年2月27日）。
- 滝川英治
- 宮下純一
- 桜木涼介
- 小笠原大晃
- ENRiKE
- アンドリュー知也

## ネット局
| 放送対象地域  | 放送局           | 系列           | 備考   |
| ------------- | ---------------- | -------------- | ------ |
| 関東広域圏    | テレビ朝日       | テレビ朝日系列 | 制作局 |
| 北海道        | 北海道テレビ     | テレビ朝日系列 |        |
| 青森県        | 青森朝日放送     | テレビ朝日系列 |        |
| 岩手県        | 岩手朝日テレビ   | テレビ朝日系列 |        |
| 宮城県        | 東日本放送       | テレビ朝日系列 |        |
| 秋田県        | 秋田朝日放送     | テレビ朝日系列 |        |
| 山形県        | 山形テレビ       | テレビ朝日系列 |        |
| 福島県        | 福島放送         | テレビ朝日系列 |        |
| 新潟県        | 新潟テレビ21     | テレビ朝日系列 |        |
| 長野県        | 長野朝日放送     | テレビ朝日系列 |        |
| 静岡県        | 静岡朝日テレビ   | テレビ朝日系列 |        |
| 石川県        | 北陸朝日放送     | テレビ朝日系列 |        |
| 中京広域圏    | 名古屋テレビ     | テレビ朝日系列 |        |
| 近畿広域圏    | 朝日放送         | テレビ朝日系列 |        |
| 広島県        | 広島ホームテレビ | テレビ朝日系列 |        |
| 山口県        | 山口朝日放送     | テレビ朝日系列 |        |
| 香川県 岡山県 | 瀬戸内海放送     | テレビ朝日系列 |        |
| 愛媛県        | 愛媛朝日テレビ   | テレビ朝日系列 |        |
| 福岡県        | 九州朝日放送     | テレビ朝日系列 |        |
| 長崎県        | 長崎文化放送     | テレビ朝日系列 |        |
| 熊本県        | 熊本朝日放送     | テレビ朝日系列 |        |
| 大分県        | 大分朝日放送     | テレビ朝日系列 |        |
| 鹿児島県      | 鹿児島放送       | テレビ朝日系列 |        |
| 沖縄県        | 琉球朝日放送     | テレビ朝日系列 |        |

## スタッフ
- ナレーション：近藤隆
- 構成：中野俊成、町田裕章、岩本哲也、寺田智和、宮下勇二／朝倉雅彦（博報堂DYメディアパートナーズ）
- リサーチ：STEELO、フリード、アイヴリックスタジオ、布広太一
- ロケ技術
  - カメラ：門倉秀樹（SWISH JAPAN）
  - 音声：佐々木瑠美（SWISH JAPAN）
- スタジオ技術
  - TD：平間隆啓（テイクシステムズ）
  - カメラ：外川真一（テイクシステムズ）
  - 音声：中田孝也（テイクシステムズ）
  - VE：青木和敬（テレビ朝日）
  - 照明：眞如博之（テレビ朝日）
- 美術デザイン：井磧伸介（テレビ朝日）
- 美術進行：入江大介・高崎絵織（テレビ朝日クリエイト）
- 大道具：小宮將之
- 電飾：仁平光一
- モニター：水野繁人
- 装飾：松井達彦
- CG・デザイン：横井勝・形部まり子（テレビ朝日）
- メイク：小川麻美、サダム
- スタイリスト：中原正登、梶原浩敬
- 編集：明官充・中村哲夫（VPN）
- MA：大形省一（VPN）
- 音効：笠松広司、松長芳樹
- 営業：岡本恵理子・白井伸之（テレビ朝日）
- 編成：高橋正輝・吉見尚子（テレビ朝日）
- 宣伝：中嶋哲也（テレビ朝日）
- デスク：坂本あかり（テレビ朝日）
- AD：栗原通朋、吉富大輔（テレビ朝日）、小原靖広、大井友美
- AP：世羅瑞穂（テレビ朝日）、金山美菜子（SION）、小畑未香（IVSテレビ）、田中純士
- ディレクター：渡辺浩則、西川竜介、松本博樹、三好剛、武田治、横山健一、宮本大輔、佐藤真吾、山内智未（テレビ朝日）、佐藤丁丈、大塚真史、山本恵至、松延由子、鈴木明、村松秀昭（ViViA）
- チーフディレクター：野澤尚弘（IVSテレビ）
- 演出：頼誠司
- プロデューサー：荒井祥之（テレビ朝日）、湯浅健司・高橋葉子（IVSテレビ）、高家宏明・丹羽夕美子（SION）
- ゼネラルプロデューサー：藤井智久（テレビ朝日）
- 衣裳協力：紳士服のコナカほか
- 協力：東京オフラインセンター
- 企画協力：山田覚・川上純平（博報堂DYメディアパートナーズ）
- 制作協力：IVSテレビ制作、SION、テレビ朝日映像
- 制作著作：テレビ朝日

### 過去のスタッフ
- 編成：松瀬俊一郎・遠藤華子（テレビ朝日）
- ゼネラルプロデューサー：高橋良行（テレビ朝日）

## その他
- 『ドスペ!』以降19時台は前半ローカルセールス枠、後半ネットセールス枠という編成となっていたが、この番組より前半パートもネットスポンサーとなった。（一方20時台の『ガリレオ脳研』は後半がローカルスポットとなる。）